# فؤاد روحاني
فؤاد روحاني (23 أكتوبر 1907 – 30 يناير 2004) (بالفارسية: فؤاد روحانی) هو مدير ومترجم إيراني. شغل منصب الأمين العام الأول لمنظمة الأوبك بين 21 يناير 1961 و30 أبريل 1964. وهو الإيراني الوحيد الذي شغل هذا المنصب من تأسيس أوبك حتى الآن.